# Argentinas Grand Prix 1981
Argentinas Grand Prix 1981 var det tredje av 15 lopp ingående i formel 1-VM 1981. 

## Resultat
1. Nelson Piquet, Brabham-Ford, 9 poäng
2. Carlos Reutemann, Williams-Ford, 6
3. Alain Prost, Renault, 4
4. Alan Jones, Williams-Ford, 3
5. René Arnoux, Renault, 2
6. Elio de Angelis, Lotus-Ford, 1
7. Riccardo Patrese, Arrows-Ford
8. Mario Andretti, Alfa Romeo
9. Siegfried Stohr, Arrows-Ford
10. Bruno Giacomelli, Alfa Romeo (varv 51, bränslebrist)
11. Andrea de Cesaris, McLaren-Ford
12. Jan Lammers, ATS-Ford
13. Ricardo Zunino, Tyrrell-Ford

### Förare som bröt loppet
- Gilles Villeneuve, Ferrari (varv 40, transmission)
- Patrick Tambay, Theodore-Ford (36, oljeläcka)
- John Watson, McLaren-Ford (36, transmission)
- Hector Rebaque, Brabham-Ford (32, elsystem)
- Chico Serra, Fittipaldi-Ford (28, växellåda)
- Jacques Laffite, Ligier-Matra (19, hantering)
- Marc Surer, Ensign-Ford (14, motor)
- Keke Rosberg, Fittipaldi-Ford (4, bränslesystem)
- Nigel Mansell, Lotus-Ford (3, motor)
- Didier Pironi, Ferrari (3, motor)
- Eddie Cheever, Tyrrell-Ford (1, koppling)

### Förare som ej kvalificerade sig
- Miguel Ángel Guerra, Osella-Ford
- Beppe Gabbiani, Osella-Ford
- Derek Daly, March-Ford
- Jean-Pierre Jabouille, Ligier-Matra
- Eliseo Salazar, March-Ford